# Lord of the Flies (1990)

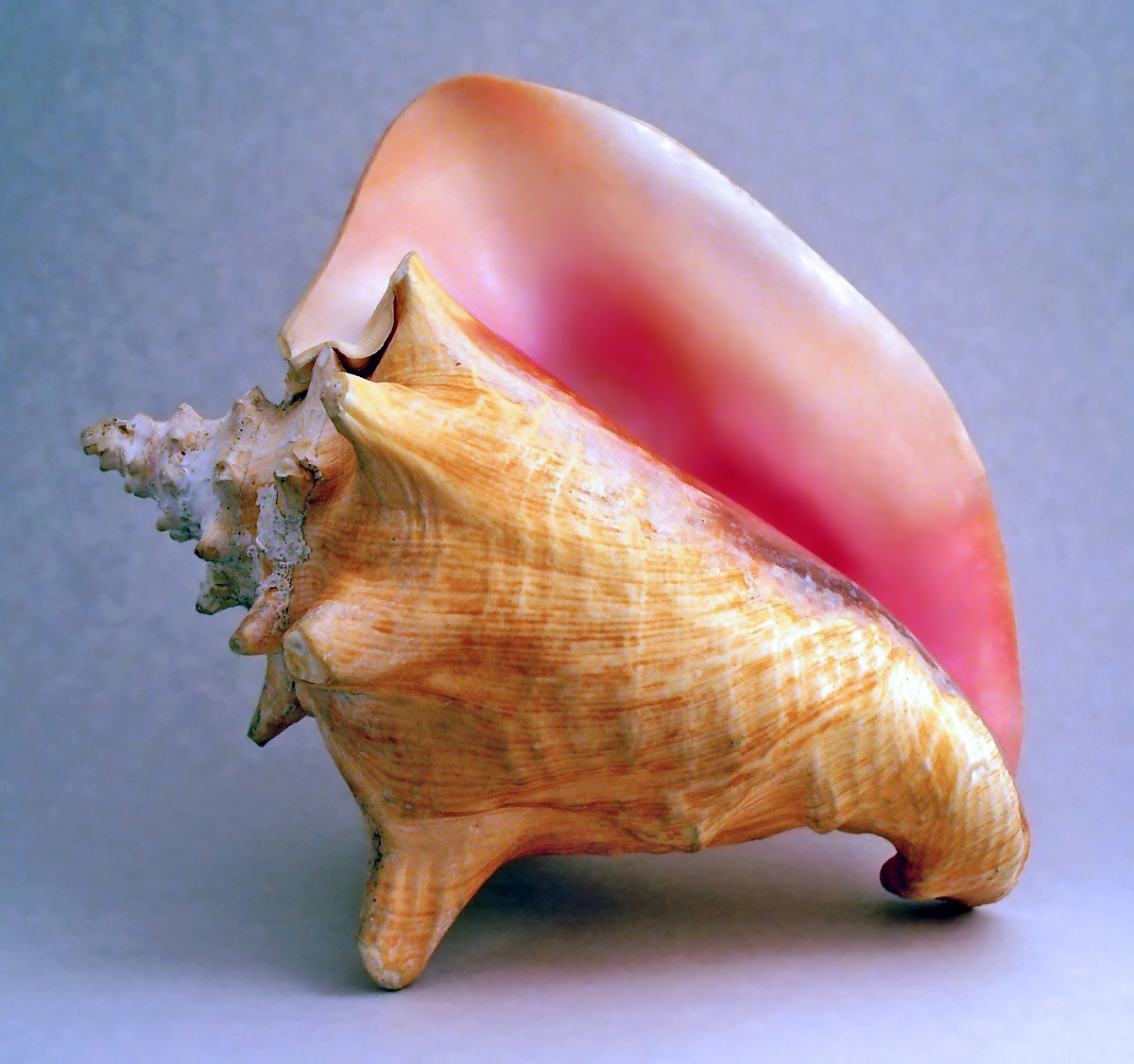
De "conch", een symbool in de film

Lord of the Flies is een Amerikaanse film uit 1990 gebaseerd op het gelijknamige boek (Nederlandse titel: Heer der vliegen) van William Golding uit 1954. Deze film gebruikt, in tegenstelling tot het boek en de eerdere verfilming, een Amerikaanse setting. De film is geregisseerd door Harry Hook en de hoofdrollen zijn voor Balthazar Getty, Chris Furrh en Danuel Pipoly.
Lord of the Flies werd in 1991 drie keer genomineerd en bracht in de Verenigde Staten $12.334.628 (€9.900.000) op, waar de film in 919 bioscopen was te zien.

## Verhaal
Een groep van ongeveer 35 jongens overleeft een vliegtuigongeluk en belandt op een eiland.
Na aankomst op het eiland vindt Piggy een grote schelp, die gebruikt wordt als een soort toeter. Degene die de schelp heeft, kan door er op te blazen de groep bijeen roepen en vervolgens het woord voeren. Vooral Ralph maakt hier gebruik van, omdat hij 'de leider' is. Ze maken een vuur om aandacht te trekken van schepen en zo gered te worden en bouwen hutten voor onderdak. Iedereen is het in het begin met Ralph eens. Het vuur wordt aangemaakt met de bril van Piggy en om de zoveel tijd lossen de jongens elkaar af om het vuur brandende te houden.
Alles gaat anders na een paar dagen. Ralph en Jack krijgen meningsverschillen, waarbij Ralph het nog steeds noodzakelijk vindt om hutten te bouwen, omdat vooral de jongsten hier behoefte aan hebben. Jack daarentegen meent dat jagen belangrijker is. Ze hebben nog niet veel gegeten, maar hebben wel dieren op het eiland ontdekt. Er ontstaan twee groepen, waarbij Ralphs groep iets groter is en vooral bestaat uit de jongste jongens. Het bouwen van hutten schiet niet op omdat er veel wordt gezwommen. De jongsten hebben geen zin in hutten bouwen, en gaan naar Jacks groep. Daar gaat het er veel heftiger aan toe.
Al vrij snel beginnen de kinderen te spreken over een monster. De locatie hebben ze al ontdekt, die is gelegen in een soort grot. Simon is degene die na een tijdje alleen op onderzoek uitgaat. Als hij duidelijk wil maken aan de groep van Jack dat hij het monster heeft gezien, wordt hij zelf voor het monster aangezien. Doordat het donker is en hij een groenachtige lichtbundel in zijn hand heeft en wilde bewegingen maakt, gaat iedereen in de aanval. Met hun stokken prikken de jongens op Simon in. Dood wordt hij achtergelaten, tot ongeloof van Ralph en Piggy, die nu samen nog een groep vormen.
Omdat Ralph en Piggy alleen over zijn, besluiten ze naar Jacks groep te gaan om te praten. Als ze daar zijn wil Piggy een soort toespraak houden. Boven op de rotsen duwt een van de jongens (Roger) een rots omlaag, die op Piggy valt. Hij valt dood neer. Ralph rent huilend weg en wil niets meer met Jacks groep te maken hebben. Die heeft inmiddels iedereen opgeroepen achter Ralph aan te gaan. De jacht op Ralph is geopend en hij moet vluchten voor zijn leven. Uiteindelijk komt hij terug op het strand en staat - opgelucht en blij gered te zijn - oog in oog met een Amerikaanse marineofficier. Die ziet brand, rennende kinderen en kan niet geloven wat er gebeurd is. Na een paar dagen op een eiland is een groep brave jongens veranderd in een stel primitief levende jagers.

## Rolverdeling
| Acteur           | Personage | Opmerkingen |
| ---------------- | --------- | --- |
| Hoofdrollen      |           | |
| Balthazar Getty  | Ralph     | Ralph is de leider van de groep en degene die de initiatieven neemt. Hij is de enige die tot op het laatste zijn manieren blijft gebruiken, en zich niet tot het wilde leven laat verleiden. Uiteindelijk krijgt hij weerstand van Jack die meent dat ze beter voedsel kunnen zoeken, in plaats van hutten bouwen. Na een aantal dagen staat Ralph er alleen voor en wordt hij een prooi voor Jacks groep.                                           |
| Chris Furrh      | Jack      | Jack is de oudste op het eiland. In tegenstelling tot Ralph vindt hij dat iedereen beter voedsel kan zoeken. Hij richt een groep van jagers op en ziet bijna alles aan voor een prooi. Uiteindelijk wordt zelfs Simon gedood door zijn groep en dreigt Ralph de volgende te worden. |
| Danuel Pipoly    | Piggy     | Piggy is een dikke jongen met een bril en met een goed hart. Hij probeert de ruzies tussen Jack en Ralph te sussen en wil er alles aan doen om te zorgen dat iedereen vrienden met elkaar wordt. Hij is niet erg populair omdat hij altijd zegt dat alles beter moet en zelf weinig uitvoert. Door toedoen van Jacks groep - iemand duwt een rots omlaag - overlijdt Piggy. Hierdoor verliest Ralph zijn laatste vriend en staat hij er alleen voor. |
| James Badge Dale | Simon     | Simon is een rustige jongen die vaak zelf op onderzoek uitgaat. Hij ontdekt dat het beest geen beest is, maar een dode volwassene en dat het beest dat de jongens zien eigenlijk uit henzelf komt. Als hij dit aan Jack en zijn groep wil doorgeven wordt hij aangezien voor "het beest". Dit wordt hem fataal: met hun stokken steken "de jagers" van Jack Simon dood.                                                                              |
| Bijrollen        |           | |
| Andrew Taft      | Sam       | Sam en Eric zijn tweelingbroers. Zij zijn een van de jongsten op het eiland. Als Jack en Ralph twee groepen hebben gevormd, blijven ze in het begin bij Ralph. Later worden ze gevangengenomen door de groep van Jack en gemarteld om bij hun groep te blijven. |
| Edward Taft      | Eric      | Sam en Eric zijn tweelingbroers. Zij zijn een van de jongsten op het eiland. Als Jack en Ralph twee groepen hebben gevormd, blijven ze in het begin bij Ralph. Later worden ze gevangengenomen door de groep van Jack en gemarteld om bij hun groep te blijven. |
| Gary Rule        | Roger     | Roger is een jongen die uiteindelijk als een van de jagers in Jacks groep zit. Hij duwt het rotsblok omlaag waarmee Piggy wordt gedood. |

## Nominaties
In 1991 werd de film drie keer genomineerd:
- Young Artist Award: Beste jonge acteur: Balthazar Getty
- Young Artist Award: Beste bijrol jonge acteur: Danuel Pipoly
- Young Artist Award: Beste jonge filmploeg: alle acteurs

## Trivia
- Een van de acteurs, Chris Furrh, speelde ook in een andere film waarbij kinderen op een eiland waren beland: de televisiefilm Exile.
- De film is opgenomen op Jamaica.
- Net als in de film uit 1963 - die ook laat zien dat de gebeurtenissen elkaar in een korte periode opvolgen - groeit het haar van de jongens nooit té lang.

## Verschillen tussen het boek en de film
- In het boek worden de kinderen door een Brits officier gevonden, in de film vindt een Amerikaanse marineofficier hen.
- De kinderen hebben allemaal een andere etnische en religieuze achtergrond (opvallend volgens Janet Maslin in haar recensie[3]). Zo draagt een van de jongens een kruis (wat betekent dat hij christen is), een ander draagt een davidster (wat laat zien dat hij een jood is) en weer een ander is zwart.
- In het boek wordt de rol van "het beest" door een dode parachutist gespeeld, terwijl dit in de film kapitein Benson is, die enkele dagen later dood wordt gevonden.
- In de film overlijdt Piggy onmiddellijk als het rotsblok op hem valt. In het boek valt het rotsblok tegen Piggy aan, waardoor hij 130 meter naar beneden valt voor hij met zijn rug op een rots terechtkomt en zijn schedel breekt, waardoor hij overlijdt.